# Lorryia sleipneri
Lorryia sleipneri är en spindeldjursart som först beskrevs av Momen och Lundqvist 1996.  Lorryia sleipneri ingår i släktet Lorryia, och familjen Tydeidae. Arten är reproducerande i Sverige.